# Nsang
Nsang – miasto w prowincji Kié-Ntem, w Regionie Kontynentalnym, w Gwinei Równikowej.

## Położenie
Miasteczko leży przy drodze łączącej drogę z Niefang do Ebebiyín z drogą prowadzącą z Ebebiyín do Mongomo.

## Demografia
W 2001 roku mieszkało tu 2194 osób. W 2013 roku liczba ta zwiększyła się do 2669 osób.